# Fujiidera
Fujiidera (藤井寺市 -shi) é uma cidade japonesa localizada na província de Osaka.
Em 2003 a cidade tinha uma população estimada em 66 091 habitantes e uma densidade populacional de 7 434,31 h/km². Tem uma área total de 8,89 km².
Recebeu o estatuto de cidade a 1 de Novembro de 1966.